# Olympische Sommerspiele 1920/Leichtathletik – Kugelstoßen (Männer)

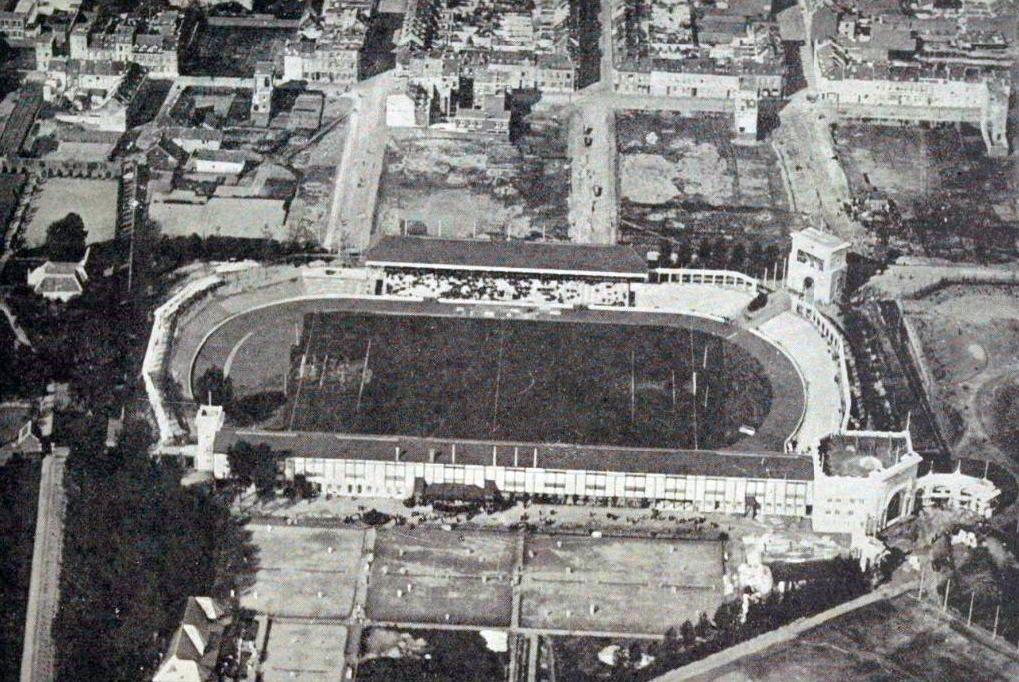
Das Antwerpener Olympiastadion

Das Kugelstoßen der Männer bei den Olympischen Spielen 1920 in Antwerpen wurde am 17. und 18. August 1920 im Antwerpener Olympiastadion ausgetragen. Zwanzig Athleten nahmen daran teil.
Die finnische Mannschaft feierte einen Doppelsieg. Ville Pörhölä gewann die Goldmedaille, Silber ging an Elmer Niklander. Harry Liversedge aus den Vereinigten Staaten gewann Bronze.
Der Schweizer Luigi Antognini landete im Vorkampf auf Platz 19. Deutsche und österreichische Sportler waren von der Teilnahme an diesen Spielen ausgeschlossen.

## Bestehende Rekorde
| Weltrekord         | 15,54 m | Ralph Rose ( USA)   | San Francisco, USA     | 21. August 1911 |
| Olympischer Rekord | 15,34 m | Pat McDonald ( USA) | OS Stockholm, Schweden | 10. Juli 1912   |

Der bestehende olympische Rekord wurde hier in Antwerpen nicht erreicht. Es gab keinen Stoß über die 15-Meter-Marke hinaus.

## Durchführung des Wettbewerbs
Alle zwanzig Starter hatten am 17. August eine Qualifikationsrunde zu absolvieren. Die besten sechs Athleten – hellblau unterlegt – zogen ins Finale ein, das am 18. August stattfand. Die in der Qualifikation erzielten Weiten kamen wie in anderen Disziplinen und wie in den Jahren zuvor mit in die Endwertung.

## Qualifikation
Datum: 17. August 1920
| Platz | Name              | Nation             | Weite    | Anmerkung |
| ----- | ----------------- | ------------------ | -------- | --------- |
| 1     | Elmer Niklander   | Finnland           | 14,16 m  |           |
| 2     | Pat McDonald      | USA                | 14,08 m  |           |
| 3     | Ville Pörhölä     | Finnland           | 14,04 m  |           |
| 4     | Harry Liversedge  | USA                | 13,76 m  |           |
| 5     | Einar Nilsson     | Schweden           | 13,74 m  |           |
| 6     | Harald Tammer     | Estland            | 13,61 m  |           |
| 7     | George Bihlman    | USA                | 13,575 m |           |
| 8     | Howard Cann       | USA                | 13,52 m  |           |
| 9     | Bertil Jansson    | Schweden           | 13,27 m  |           |
| 10    | Armas Taipale     | Finnland           | 12,95 m  |           |
| 11    | Frederik Petersen | Dänemark           | 12,53 m  |           |
| 12    | Raoul Paoli       | Frankreich         | 12,49 m  |           |
| 13    | Aurelio Lenzi     | Königreich Italien | 12,33 m  |           |
| 14    | Giuseppe Tugnoli  | Königreich Italien | 12,07 m  |           |
| 15    | Henri Dozolme     | Frankreich         | 11,97 m  |           |
| 16    | Erik Blomqvist    | Schweden           | 11,94 m  |           |
| 17    | Ignacio Izaguirre | Spanien            | 11,24 m  |           |
| 18    | Gustave Wuyts     | Belgien            | 11,05 m  |           |
| 19    | Luigi Antognini   | Schweiz            | 10,32 m  |           |
| 20    | Léon Pottier      | Belgien            | 10,10 m  |           |

In der Qualifikation ausgeschiedene Kugelstoßer:

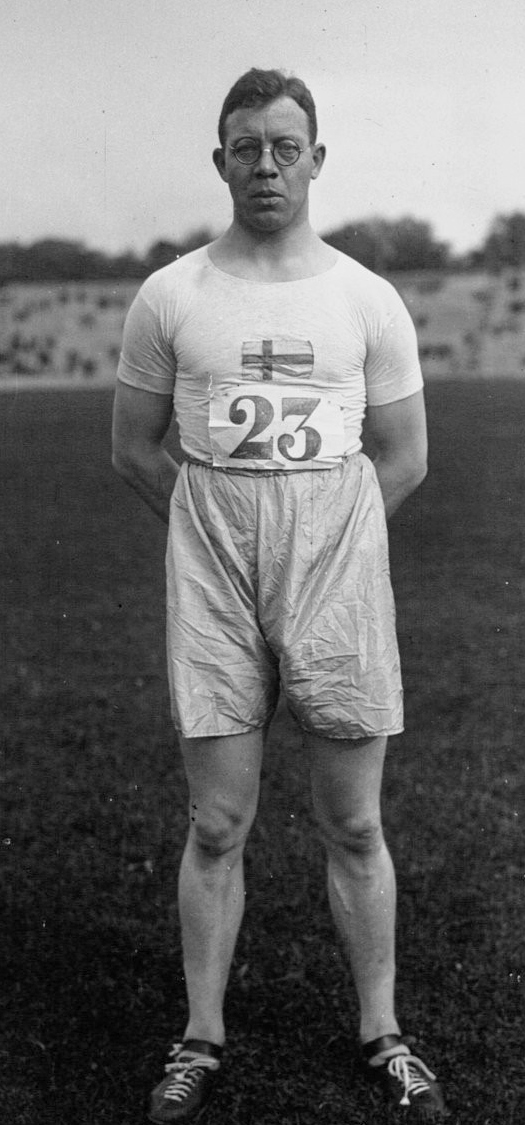
Bertil Jansson 13,27 m / Platz neun
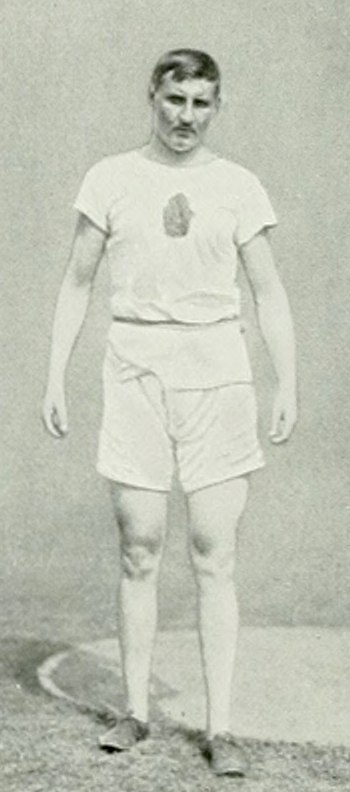
Armas Taipale – 1912 Olympiasieger im Diskuswurf – 12,95 m / Platz zehn
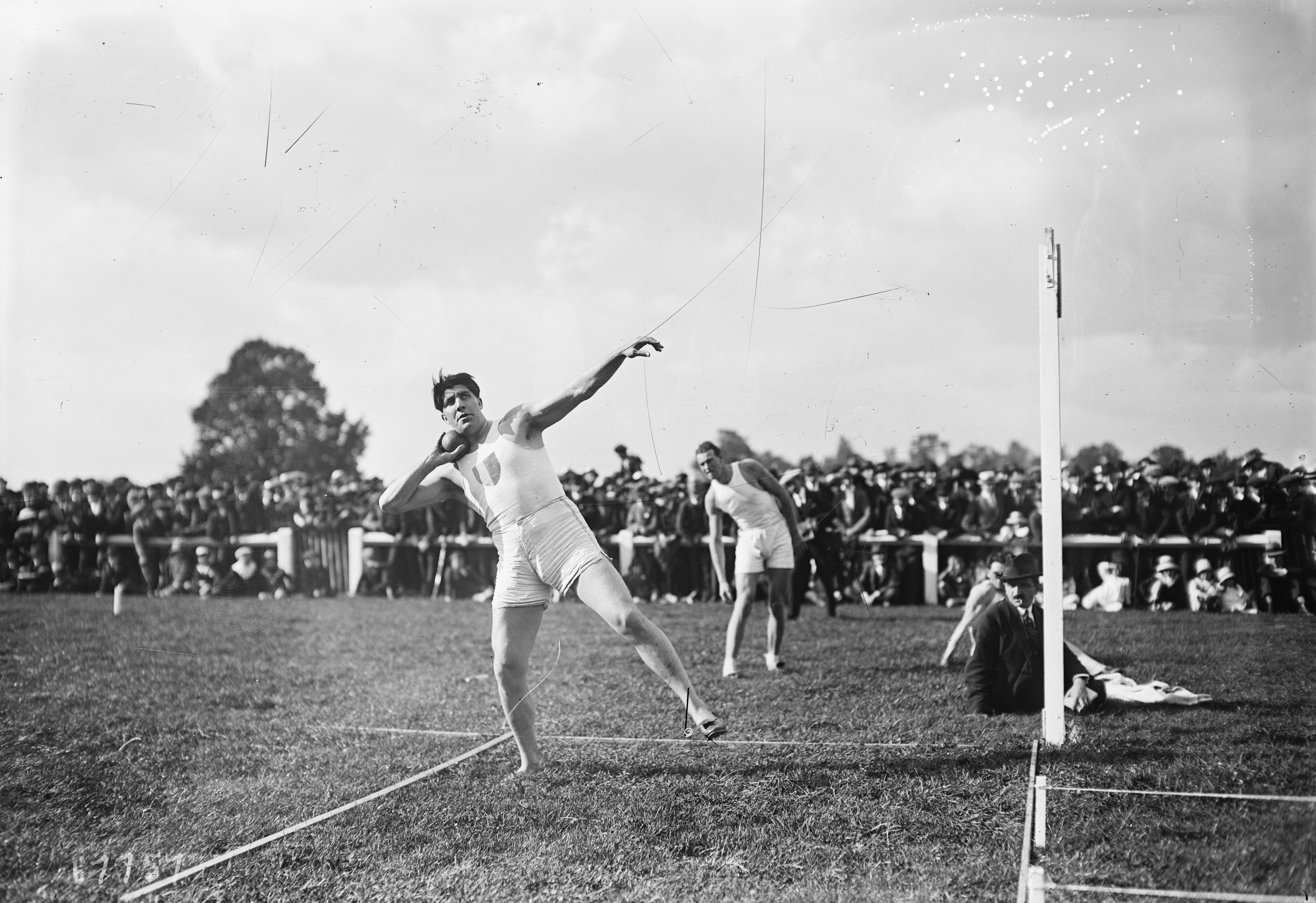
Raoul Paoli 12,49 m / Platz zwölf
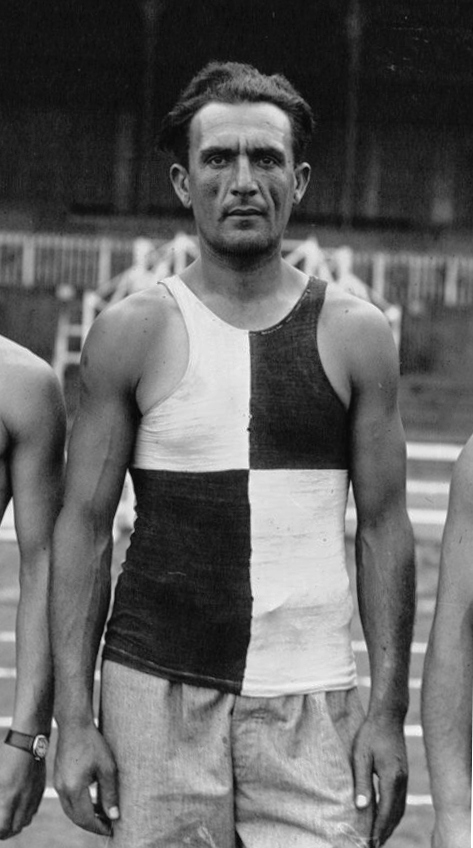
Giuseppe Tugnoli 12,07 m / Platz vierzehn
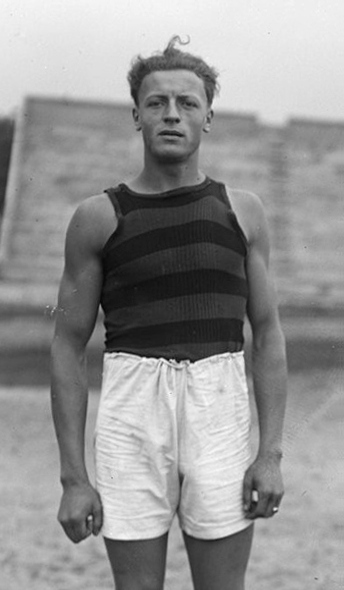
Henri Dozolme 11,97 m / Platz fünfzehn

## Legende
– verzichtet

Die jeweils besten Weiten der einzelnen Teilnehmer sind fett gedruckt.

## Finale
Datum: 18. August 1920
| Platz | Name             | Nation   | Resultat | Bester Versuch aus dem Vorkampf (m) | 1. Versuch (m) | 2. Versuch (m) | 3. Versuch (m) |
| ----- | ---------------- | -------- | -------- | ----------------------------------- | -------------- | -------------- | -------------- |
| 1     | Ville Pörhölä    | Finnland | 14,810 m | 14,040                              | 13,915         | 14,255         | 14,810         |
| 2     | Elmer Niklander  | Finnland | 14,155 m | 14,155                              | 13,500         | 14,080         | –              |
| 3     | Harry Liversedge | USA      | 14,150 m | 13,760                              | 13,550         | 14,150         | –              |
| 4     | Pat McDonald     | USA      | 14,080 m | 14,080                              | 13,500         | 14,080         | –              |
| 5     | Einar Nilsson    | Schweden | 13,870 m | 13,740                              | 13,440         | 13,870         | –              |
| 6     | Harald Tammer    | Estland  | 13,605 m | 13,605                              | 13,560         | 12,000         | 13,605         |

Der Olympiasieger von 1912 Patrick McDonald war über seinen Leistungszenit hinaus und zudem durch eine Handverletzung gehandicapt. Er belegte Platz vier. Der Olympiasieg ging an den Finnen Ville Pörhölä, der mit 14,81 m gewann. Pörhöläs Landsmann Elmer Niklander – eigentlich ein Diskuswurfspezialist – überraschte mit der Silbermedaille. Der beste US-Amerikaner Harry Liversedge errang Bronze.
Nach fünf US-Siegen und dem Sieg bei den Zwischenspielen von 1906 konnte im sechsten olympischen Finale erstmals ein Nichtamerikaner gewinnen. Die Bronzemedaille von Liversedge war die 13. US-Medaille im Kugelstoßen von bis dahin 18 möglichen.

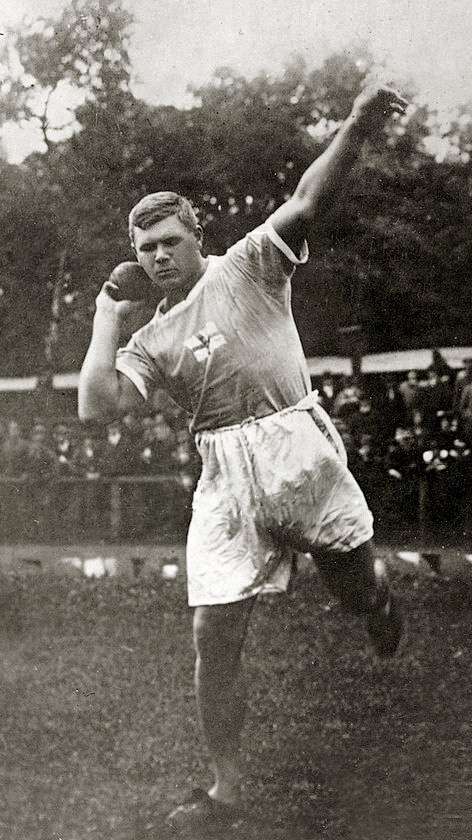
Olympiasieger Ville Pörhölä
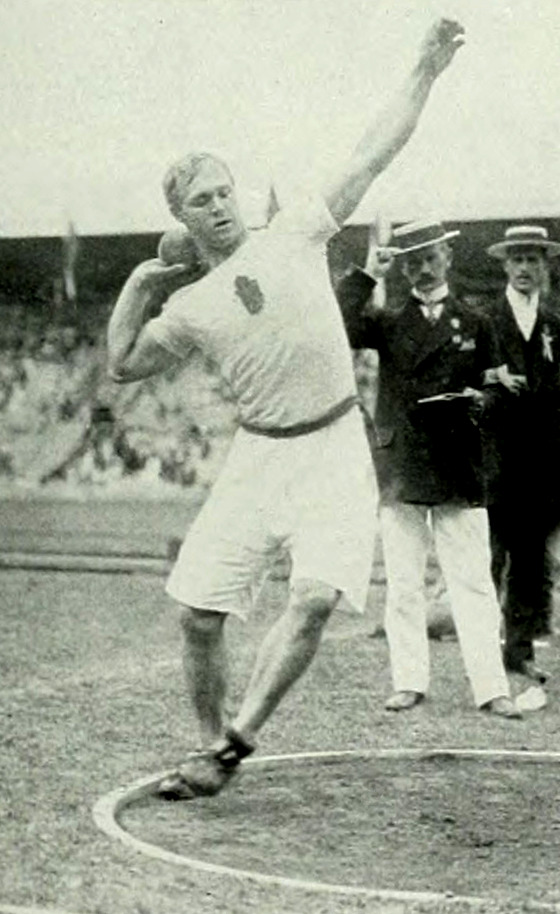
Elmer Niklander, Gewinner der Silbermedaille (Aufnahme von 1912)
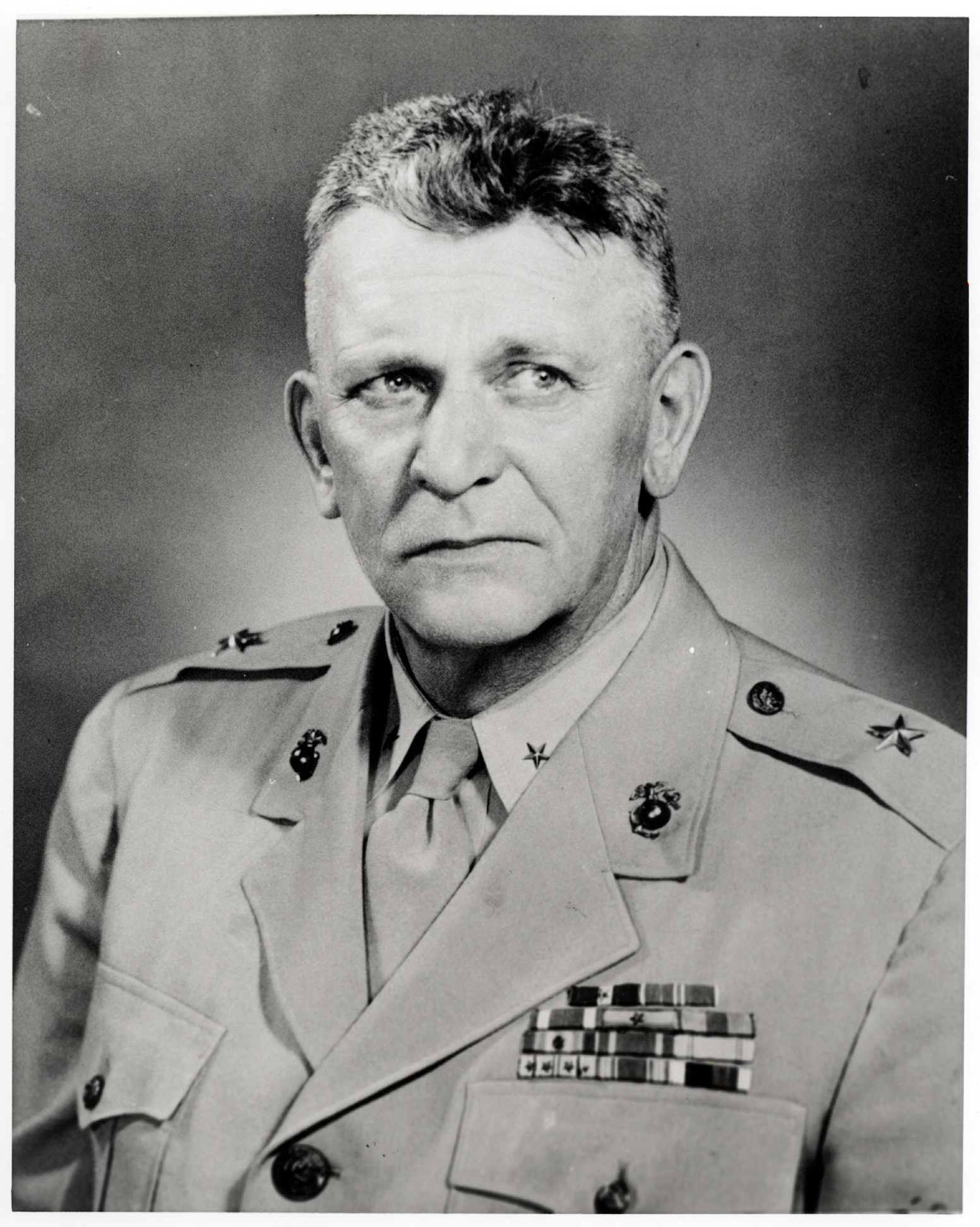
Harry Liversedge (USA), späterer Brigadegeneral der US-Marines, gewann Bronze

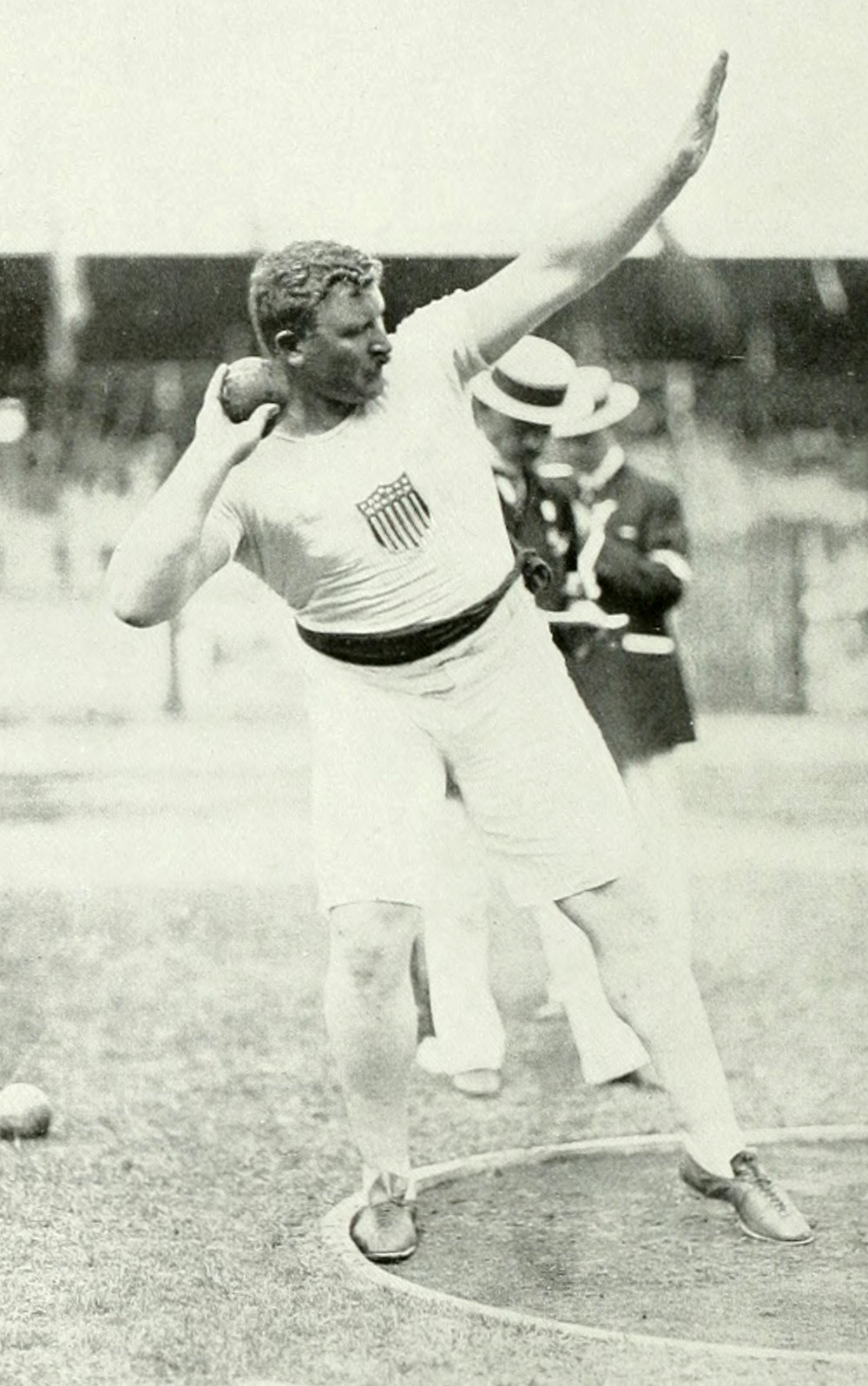
Pat McDonald, Sieger von 1912, erreichte Platz vier (Foto von 1912)
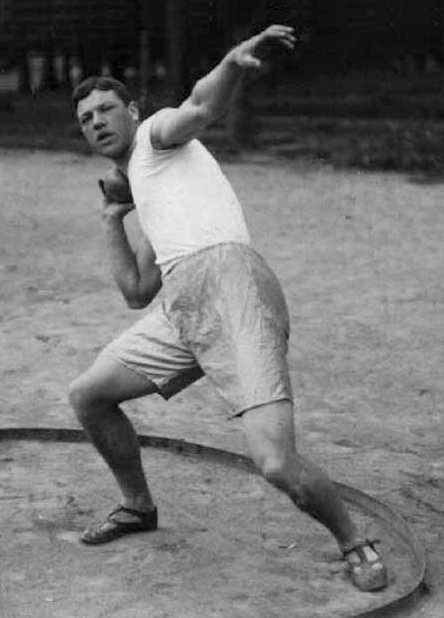
Der fünftplatzierte Einar Nilsson
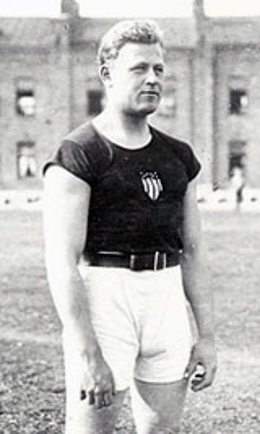
Rang sechs für Harald Tammer

## Video
- Ville Pörhölä - 1920 Olympic Games, veröffentlicht am 4. Juli 2008 auf youtube.com, abgerufen am 3. September 2017